# Sergei Nikolajewitsch Troinizki
Sergei Nikolajewitsch Troinizki (russisch Сергей Николаевич Тройницкий; * 19. August 1882 in Kirow; † 2. Februar 1948) war ein russischer Genealoge, Kunsthistoriker und Heraldiker.

## Leben
Troinizki studierte an der Kaiserlichen Rechtsakademie in Sankt Petersburg. Von 1918 bis 1927 war Troinizki als Nachfolger von Dmitri Iwanowitsch Tolstoi Direktor der Eremitage in Leningrad. Ihm folgte kurzzeitig 1928 bis 1929 als Museumsleiter Oskar Waldhauer. Er wehrte sich Anfang der 1930er gegen den Verkauf von Werken und Gemälden der Eremitage in das Ausland, um Devisen für die Sowjetische Regierung zu erlangen. Im Februar 1935 wurde er verhaftet und mit seiner Ehefrau nach Ufa verbracht. Im September 1989 wurde er posthum rehabilitiert.